# Coleanthera coelophylla
Coleanthera coelophylla là một loài thực vật có hoa trong họ Thạch nam. Loài này được (A.Cunn. ex DC.) Benth. mô tả khoa học đầu tiên năm 1868.